# Ängviksholmen, Kyrkslätt
Ängviksholmen är en ö i Finland. Den ligger i sjön Ängsvik träsk och i kommunen Kyrkslätt i den ekonomiska regionen  Helsingfors  och landskapet Nyland, i den södra delen av landet, 30 km väster om huvudstaden Helsingfors. Öns area är 2 hektar och dess största längd är 210 meter i nord-sydlig riktning.